# (7564) Gokumenon
(7564) Gokumenon – planetoida z pasa głównego asteroid okrążająca Słońce w ciągu 4 lat i 223 dni w średniej odległości 2,77 j.a. Została odkryta 7 lutego 1988 roku w obserwatorium w Kavalur przez R. Rajamohan. Nazwa planetoidy pochodzi od MGK ("Goku") Menona (ur. 1928), wybitnego profesora Indyjskiej Organizacji Badań Kosmicznych, zaangażowanego w budowę 2,3 m radioteleskopu w Kavalur. Przed nadaniem nazwy planetoida nosiła oznaczenie tymczasowe (7564) 1988 CA.